# Philippe Sollers
Philippe Sollers, ursprungligen Philippe Pierre Gérard Joyaux, född 28 november 1936 i Talence, Gironde, död 5 maj 2023 i Paris, var en fransk författare och litteraturkritiker.

## Biografi och författarskap
År 1960 deltog Sollers i grundandet av den litterära och filosofiska tidskriften Tel Quel, vars redaktör han förblev fram till dess upphörande 1982. Han befann i centrum för den intensiva perioden av intellektuella oroligheter i Paris under 1960- och 70-talet. Bland annat var han vän till Jacques Lacan, Louis Althusser och Roland Barthes, vilka beskrivs i romanen Femmes (1983), tillsammans med ett antal andra figurer i den franska intellektuella rörelsen före och efter majrevolten 1968. Från Une curieuse solitude (1958), Le parc (1961) och Drame (1965) genom essäsamlingen Logiques (1968), Lois (1972) och Paradis (1981) fram till Watteau et les femmes (1992), La Guerre du goût (1994) och Une vie divine (2005), har Sollers skrifter utlöst argumentation, provokation och utmaning. I sin bok Sollers écrivain (1979) diskuterar Roland Barthes Sollers arbete och innebörden av hans språk.
Efter romandebuten med Une curieuse solitude, som hyllades av François Mauriac och Louis Aragon, började Sollers med Le parc, som tilldelades Prix Médicis, experimenten som i berättande form skulle leda till Drame och Nombres (1968). Jacques Derrida analyserar dessa romaner i sin bok La dissémination (1972). I den senare delen av sitt författarskap försökte Sollers ta avstånd från den höga seriositeten i Nombres och uppnå en större språklig vitalitet, bland annat i Lois, genom användning av ordlekar och en mindre formell stil. Han kom sedan att utveckla detta genom den ökade rytmiska intensiteten i opunkterade texter, såsom Paradis.
Sollers övriga romaner inkluderar Femmes, Portrait du joueur (1984), Le Cœur absolu (1986), Watteau et les femmes, Studio (1997), Passion fixe (2000) och L'Étoile des amants (2002), som alla har infört ett visst mått av realism till hans fiktion, i den mening att de gör användningen av skriften, karaktärer och tematisk utveckling mer igenkännliga. De erbjuder läsaren en tydlig fiktiv studie av det samhälle där han eller hon befinner sig genom omtolkningar, bland annat inom områden som politik, media, kön, religion och konst. Sollers såg sig själv och sina romaner i en 1700-talsmiljö med filosofer som Diderot och Voltaire; hans brytning med traditionen är därmed inte fullständig.

## Privatliv
Sollers var från 1967 till sin död gift med Julia Kristeva. Han hade även ett förhållande med den belgiska författaren Dominique Rolin från 1958.